# Кайей
Кайей (исп. Cayey de Muesas, англ. Cayey) — город и муниципалитет на Пуэрто-Рико.

## География
Город Кайей расположен в центральной части Пуэрто-Рико, на склонах гор Централ-Маунтин, севернее муниципий Салинас и Гуаяма, южнее города Кагуас. Административно муниципия Кайей разделена на 21 район и муниципальный центр. Входит в городской ареал США Сан-Хуан — Кагуас — Гуанабо.

## Экономика
Кайей является крупным торговым и промышленным центром. В городе размещены производства таких известных корпораций, как Coca-Cola и Procter & Gamble. В нём также находится один из кампусов Университета Пуэрто-Рико.

## История
Город был основан 17 августа 1773 года, его первым мэром был Хуан Мата Васкес. Название города взято из языка индейцев таино и означает в переводе «место воды». В 1880 году в районе Кайей имели место большие пожары, в которых погибло много людей. К конце XIX — первой половине XX столетия здесь был отсталый сельскохозяйственный регион, заселённый мелкими фермерами. В 1920-х — 1930-х годах земли вокруг Кайея скупаются у фермеров крупными, преимущественно американскими компаниями, и на них выращиваются различные экспортные культуры (сахар и, в первую очередь, табак). В 1950-х — 1960-х годах регион Кайея попадает в программу по индустриальному развитию Пуэрто-Рико.
Близ города находится третье во высоте сооружение на Пуэрто-Рико — телерадиостанция Cayey Pegasus Broadcasting Tower с высотой мачты-антенны в 332,5 метров (построена в 1966 году).

## Демография
Население муниципии составляет 47.370 человек (на 2000 год). В национально-расовом отношении среди них 88,2 % — белые, 3,9 % — негры, 0,2 % — индейцы, 2,1 % — представители смешанных рас.
В городе Кайей родилась Сулейка Ривера — Мисс Вселенная 2006.

## Города-партнёры
- Мидделтаун, США.